# Sürmelikoç, Yayladere
Sürmelikoç là một xã thuộc huyện Yayladere, tỉnh Bingöl, Thổ Nhĩ Kỳ. Dân số thời điểm năm 2010 là 64 người.